# Солдатов, Анатолий Петрович
Анато́лий Петро́вич Солда́тов (12.03.1927-27.05.2002) — советский и российский учёный в области разведения и селекции молочного скота, доктор сельскохозяйственных наук, профессор (1974), член-корреспондент ВАСХНИЛ (1982).

## Биография
Родился на ст. Княжиха Пильненского района Нижегородской области. Окончил Казанский государственный ветеринарный институт им. Н. Э. Баумана (1949) и его аспирантуру (1952).
- В 1952—1961 — ассистент кафедры разведения с.-х. животных Московской ветеринарной академии. В 1955 году защитил кандидатскую диссертацию «Хозяйственно-биологическая характеристика помесей от скрещивания грубошерстных длиннотощехвостных овец с баранами породы прекос в условиях Татарии».
- В 1961—1967 — старший научный сотрудник ВНИИ животноводства,
- В 1967—1981 — заведующий кафедрой частного животноводства ВСХИЗО.
- В 1981—1984 — заместитель академика-секретаря Отделения животноводства, одновременно председатель Совета по селекции и гибридизации животных ВАСХНИЛ.
- Заведующий кафедрой (1984—1998), профессор (1998—2002) кафедры мясного и молочного скотоводства Московской с.-х. академии им. К. А. Тимирязева.

Доктор с.-х. наук (1974, диссертация «Генетические параметры швицкого скота и использование их в селекции»), профессор (1974), член-корреспондент ВАСХНИЛ (1982).
Занимался совершенствованием племенных и продуктивных качеств швицкой и бурой пород скота. Под его руководством и при непосредственном участии создано 5 заводских линий швицкого скота.
Награждён медалью «За доблестный труд в Великой Отечественной войне 1941—1945 гг.», двумя серебряными медалями ВДНХ (1970, 1971).
Опубликовал более 150 научных трудов, в том числе 6 монографий. Получил 4 авторских свидетельства на изобретения.

## Основные работы
- Племенная работа в молочном животноводстве / соавт. Л. К. Эрнст. — М.: Московский рабочий, 1964. −104 с.
- Воспроизводительные способности быков / соавт.: П. Е. Поляков, В. И. Мельников. — М.: Россельхозиздат, 1969. — 120 с.
- Инбредит и селекция животных / соавт.: А. И. Ерохин, А. И. Филатов. — М.: Агропромиздат, 1985. — 156 с.
- Домашние животные. — М.: Эксмо, 2001. — 126 с.